# 역사언어학
역사언어학(歷史言語學, 영어: historical linguistics)은 같은 기원을 가진 언어들의 관계와 시간이 지남에 따라 일어나는 언어의 변화를 다루는 학문이다. 때로는 비교언어학을 역사언어학의 한 분야로 간주하기도 한다. 언어는 계속 변화하므로 역사언어학에서는 공통의 조어(祖語)에서 갈라진 여러 언어의 계통을 연구하고 고대 조어를 재구성하기도 하는데 같은 조어에서 갈라진 여러 언어들을 통틀어 한 어족(語族)이라고 이른다. 또 같은 어족 내에도 여러 하위 관계가 있을 수 있어 한 어족은 또 여러 어파(語派)로 나뉜다. 이러한 언어 계통의 연구는 19세기의 역사언어학자 아우구스트 슐라이허가 개척하였다. 이러한 언어 계통을 정립하는 데는 비교방법(comparative method)이 사용되는데 같은 계통의 언어를 비교하여 규칙적인 음운·어휘 등의 대응을 통해 어떻게 언어들이 갈라져 생겨났는지를 연구한다. 언어학은 역사언어학으로부터 생겨났다고 해도 과언이 아닐 만큼 그 역사가 오래되었다.

## 같이 보기
- 공시언어학
- 통시언어학